# Subprefettura di Itaim Paulista
La Subprefettura di Itaim Paulista è una subprefettura (subprefeitura) della zona orientale della città di San Paolo in Brasile, situata nella zona amministrativa Est 2.

## Distretti
- Itaim Paulista
- Vila Curuçá